# United Nations Relief and Rehabilitation Administration
United Nations Relief and Rehabilitation Administration (UNRRA) var namnet på Förenta nationernas (FN) hjälp- och återbyggnadsorganisation, som existerade från november 1943 till september 1948. UNRRA bildades på gemensamt initiativ och drevs initialt av USA, Storbritannien, Sovjetunionen och Republiken Kina med syftet att "planera, samordna, administrera eller ordna administrationen av åtgärder för att hjälpa krigsoffer i de områden som kontrolleras av FN:s medlemsstater genom tillhandahållande av mat, bränsle, kläder, tak över huvudet och andra grundläggande förnödenheter, medicinska och andra viktiga tjänster". 1945 blev organisationen del av FN.